# NR Canis Majoris
NR Canis Majoris (NR CMa), nota anche come HD 58954, è una stella bianco-gialla nella sequenza principale di magnitudine 5,62 situata nella costellazione del Cane Maggiore. Dista 300 anni luce dal sistema solare.

## Osservazione
Si tratta di una stella situata nell'emisfero celeste australe; grazie alla sua posizione non fortemente australe, può essere osservata dalla gran parte delle regioni della Terra, sebbene gli osservatori dell'emisfero sud siano più avvantaggiati. Nei pressi dell'Antartide appare circumpolare, mentre resta sempre invisibile solo in prossimità del circolo polare artico. La sua magnitudine pari a 5,6 la pone al limite della visibilità ad occhio nudo, pertanto per essere osservata senza l'ausilio di strumenti occorre un cielo limpido e possibilmente senza Luna.
Il periodo migliore per la sua osservazione nel cielo serale ricade nei mesi compresi fra dicembre e maggio; da entrambi gli emisferi il periodo di visibilità rimane indicativamente lo stesso, grazie alla posizione della stella non lontana dall'equatore celeste.

## Caratteristiche fisiche
La stella è una bianco-gialla nella sequenza principale di tipo spettrale F2V, avente una massa più del doppio di quella del Sole e una luminosità 40 volte superiore. Possiede una magnitudine assoluta di 0,78 e la sua velocità radiale negativa indica che la stella si sta avvicinando al sistema solare.

## Sistema stellare
NR Canis Majoris è un sistema stellare formato da due componenti. La componente principale A è una stella di magnitudine 5,62. La componente B è di magnitudine 11,0, separata da 1,8 secondi d'arco da A e con angolo di posizione di 046 gradi.